# Jeanne Eagels
Jeanne Eagels (eg. Amelia Jean Eagles), född 26 juni 1890 i Kansas City, Missouri, USA, död 3 oktober 1929 i New York, New York, var en amerikansk skådespelare.
Eagels var en av de mest förbryllande skådespelerskorna under stumfilmseran, firad för sin stora skönhet. Hon framträdde på scen redan som sjuåring och blev berömd för sin roll på Broadway som Sadie Thompson i Rain. 
Eagels gjorde endast ett fåtal filmer före sin död 1929 av en överdos heroin. 1929 blev hon postumt nominerad för en Oscar för sin roll i The Letter. 
Hennes livshistoria berättades i filmen Hennes enda kärlek (1957) med Kim Novak i huvudrollen.

## Filmografi (urval)
- 1921 – Man Woman and Sin
- 1929 – The Letter
- 1929 – Jealousy